# Gens Estatília
La gens Estatília (en llatí: Statilia gens) va ser una gens romana que tenia els seus orígens a la Lucània.
Cap al final de la república, els Estatilis van començar a prendre part en els afers públics a la ciutat de Roma. El segle i aC, Tit Estatili Taure, company d'Octavià, va obtenir el consolat sufecte l'any 37 aC. Tots els membres importants de la família van portar el cognom de Taure.